# Joe Bennett (muzikant)

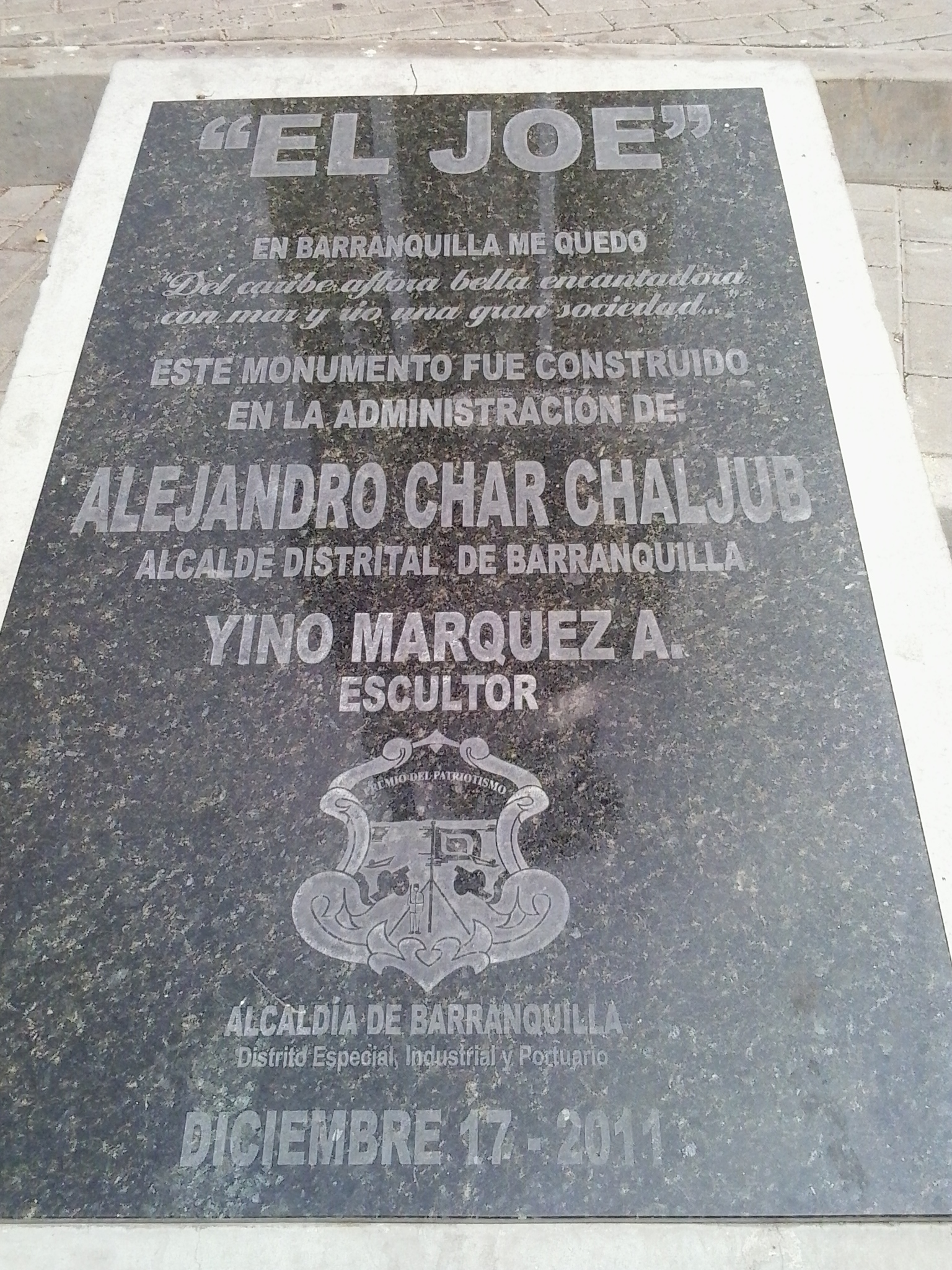
Monument ter ere van Bennett

Joe Bennett (geboren in 1969) is hoofd van de Muziekafdeling aan de universiteit van Bath Spa te Engeland en is de organisator van het Engelse Tekstschrijvers Festival. Hij schreef ongeveer veertig boeken over popmuziek, brengt verslag uit over muziektheorie, gitaareffecten en geluidsveranderingen. Hij heeft meer dan 300 artikelen en recensies voor de magazines Total Guitar, Classic CD, Music Tech en Future Music geschreven, maar ook voor Roland Corporation.

## Prijs
Joe Bennett werd in 2004 geëerd met de Nationale Onderwijs Genootschap (National Teaching Fellowship), ter erkenning voor zijn werk als onderwijzer van populaire muziek. Deze prijs is in 2000 in het leven geroepen en is bedoeld om uitmuntende onderwijskrachten in het hoger onderwijs in Engeland en Noord-Ierland te eren. Er worden er per jaar vijftig uitgereikt en er is in totaal 2,5 miljoen Pond aan verbonden.

De prijs zal gebruikt worden om het onderzoek in het lesgeven en leren van tekstschrijven binnen het hoger onderwijs te financieren.